# 시가 은행
시가 은행(滋賀銀行 시가긴코[*])은 일본의 지방은행이다. 시가현을 주된 영업 지역으로 하고 있다.